# Курталар (Драмско)
Курталар (на гръцки: Λυκοδιάσελλο, Ликодиасело, катаревуса: Λυκοδιάσελλον, Ликодиаселон, до 1927 година: Κουρταλάρ) е обезлюдено село в Република Гърция, разположено на територията на дем Драма, област Източна Македония и Тракия.

## География
Селото е било разположено в планината Коджадаг, на североизточно от Равика (Калифитос).

## История

### В Османската империя
В началото на XX век Курталар е турско село в Драмска кааза на Османската империя. Според статистиката на Васил Кънчов („Македония. Етнография и статистика“) в 1900 година Корталаръ има 130 жители турци.

### В Гърция
През Балканската война в 1912 година в селото влизат български части. След Междусъюзническата война в 1913 година Курталар попада в Гърция.
Според гръцката статистика, през 1913 година в Курталар (Κούρταλαρ) живеят 203 души. През 1920 година в селото са регистрирани 147 жители.
През 1923 година жителите на Курталар са изселени в Турция. В селото са заселени 14 гръцки семейства с 62 души – бежанци от Турция. През 1927 година името на селото е сменено от Курталар (Κουρταλάρ) на Ликодиаселон (Λυκοδιάσελον). В 1940 година в селото са регистрирани 35 жители. Селото обезлюдява окончателно по време на Гражданската война (1946 – 1949).
| Година    | 1913 | 1920 | 1928 | 1940 | 1951 | 1961 | 1971 | 1981 | 1991 | 2001 | 2011 | 2021 |
| --------- | ---- | ---- | ---- | ---- | ---- | ---- | ---- | ---- | ---- | ---- | ---- | ---- |
| Население | 203  | 147  | 62   | 39   |      |      |      |      |      |      |      |      |